# モゲ (オゴデイ皇妃)
モゲ・カトン（モンゴル語: Möge qatun、生没年不詳）は、モンゴル帝国第2代皇帝（カアン）オゴデイの后妃の一人。東部天山山脈に住まうメクリン部の出身。
『集史』などのペルシア語史料ではموکای خاتون（mūkāī khātūn）と記される。ペルシア語表記に従い、ムカイ・ハトゥンとも表記される。漢文史料には彼女に関する記録が欠如している。

## 概要
『集史』「メクリン部族志」によると、メクリン部族の頭領がモンゴル帝国に帰順した際、チンギス・カンに差し出したのがモゲ・カトンだったという。チンギス・カンはモゲ・カトンを寵愛したが、子供はできなかったとされる。チンギス・カンはまた「メクリン部族は娘達を差し出せ。気に入る者があれば誰でも自分自身に、あるいは息子達のために娶ろう」と述べており、これ以後もチンギス・カン家とメクリン部族が通婚関係を結ぶ慣習を作った。
チンギス・カンの死後、後を継いだオゴデイはレビラト婚によってモゲ・カトンを娶り、非常に寵愛したためモゲ・カトンは他の妃に妬まれるほどであったという。オゴデイの兄のチャガタイもモゲ・カトンに目をつけており、オゴデイがモゲ・カトンを娶ったことを知らなかったチャガタイは使者を送って自分の后妃となるよう要求した。そこでオゴデイはモゲ・カトンは既に自分が娶っており、他に気に入った女性がそちらを与えようと答えたが、チャガタイは自分が気に入ったのはモゲ・カトンであって、その他の女性ならば望まないと答えたとされる。
『集史』「オゴデイ・カアン紀」第一部では正后ボラクチン・カトンとドレゲネ・カトンの次に名前が挙げられ、また『元史』巻106表1后妃表では「二皇后」と呼称されており、オゴデイ后妃の中でも高位にあったと見られる。また、チンギス・カンの言葉に従ってオゴデイの息子のカシンもまたメクリン部出身の女性スィプキナ(Sīpkīna)を娶っており、彼女から生まれたのがカイドゥであった。カイドゥは正統なカアンであるクビライの主権を認めない独立した王権（通称カイドゥ・ウルス）を中央アジアに建設したが、その中でジタンジュ(Jītānj)が治めるメクリン人を捕らえて自分の配下にしたという。